# Grand Canyon da Groenlândia
A Grand Canyon da Groenlândia é o nome temporário para um desfiladeiro que cientistas das Universidades de Bristol, Calgary, e Urbino descobriram debaixo do manto de gelo da Gronelândia usando radar. A descoberta na revista científica Science em 30 agosto 2013.

O desfiladeiro tem uma profundidade máxima de 800 m, um comprimento de 750 km, e uma largura máxima de 10 km. É o desfiladeiro mais longo do mundo. Um rio fez o desfiladeiro 4 milhão anos atrás.